# Thorntoun House

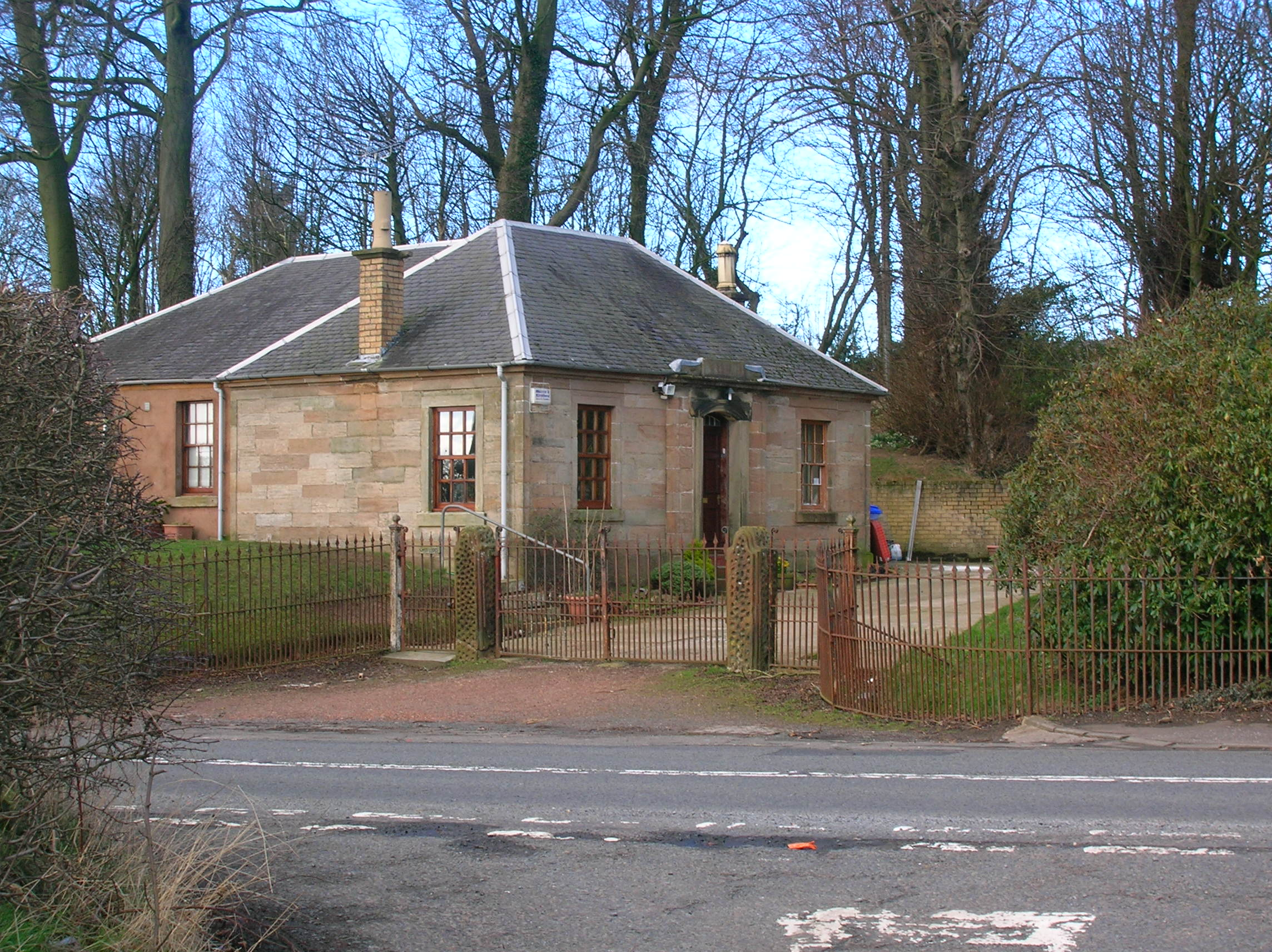
Die West Lodge von Thorntoun House

Thorntoun House war ein Landhaus in der schottischen Council Area East Ayrshire zwischen den Dörfern Springside in North Ayrshire und Crosshouse in East Ayrshire. Das alte Landhaus wurde Ende der 1940er-Jahre abgerissen; erhalten geblieben sind die West Lodge, einige der landwirtschaftlichen Nebengebäude, die Stallungen und der eingefriedete Garten. Im alten Park sind viele schöne Bäume erhalten geblieben, die bis heute gut gepflegt werden. Auf dem Gelände entstand 1971 eine Schule für schwer erziehbare Kinder von 11 bis 16 Jahren. Diese Schule wurde 1990 wieder geschlossen und heute ist in dem Gebäude ein Pflegeheim untergebracht.
Die West Lodge ist als Denkmal der Kategorie C klassifiziert.

## Geschichte
1823 beschreibt der Geschichtswissenschaftler George Robertson „Thornton“ als „auf halbem Wege zwischen Irvine und Kilmarnock gelegen: Das Herrenhaus oder der Palast ist ein modernes Landhaus, gelegen auf einem Hügel beträchtlicher Höhe, mitten in seinen alten Wald- und auch jüngeren Pflanzungen über einer großen Menge reichen Landes“.
1866 schrieb James Paterson, ein weiterer Geschichtswissenschaftler, der in der Nähe aufgewachsen ist, über Thorntoun: „Dieses Anwesen westlich von Busbie hat eine Ausdehnung von etwa 1,2 km². Es gehörte laut Wood seit alter Zeit einer Nebenlinie der Familie Montgomery.“